# Araucaria hunsteinii
Espèce
Statut de conservation UICN

 NT  : Quasi menacé
Araucaria hunsteinii (Klinki ou Klinkii) est une espèce d’Araucaria originaire des montagnes de Papouasie-Nouvelle-Guinée. Elle est menacée par la destruction de son habitat.
C'est un grand arbre à feuillage persistant (le plus grand en Nouvelle-Guinée, et le plus grand dans sa famille), il peut mesurer entre 50 et 80 de haut, avec un tronc mesurant plus de 3 m de diamètre. Les branches sont horizontales, produites en verticilles de cinq ou six. Les feuilles sont disposées en spirale, en forme d'écailles ou d'aiguilles de 6 à 12 cm de long et 1,5 à 2 cm de large à la base, avec une pointe large; les feuilles sur les jeunes arbres sont plus courtes (moins de 9 cm) et plus étroites (moins de 1,5 cm). Monoïque, il porte généralement à la fois des cônes mâles et des cônes femelles; les cônes polliniques sont longs et fins, mesurant plus de 20 cm de long et 1 cm de large; les cônes ovulés sont ovales, mesurant plus de 25 cm de long et 14 à 16 cm en largeur. Les cônes femelles se désagrèges à maturité pour libérer les nombreuses graines mesurant entre 3 et 4 cm de long.    

## Galerie

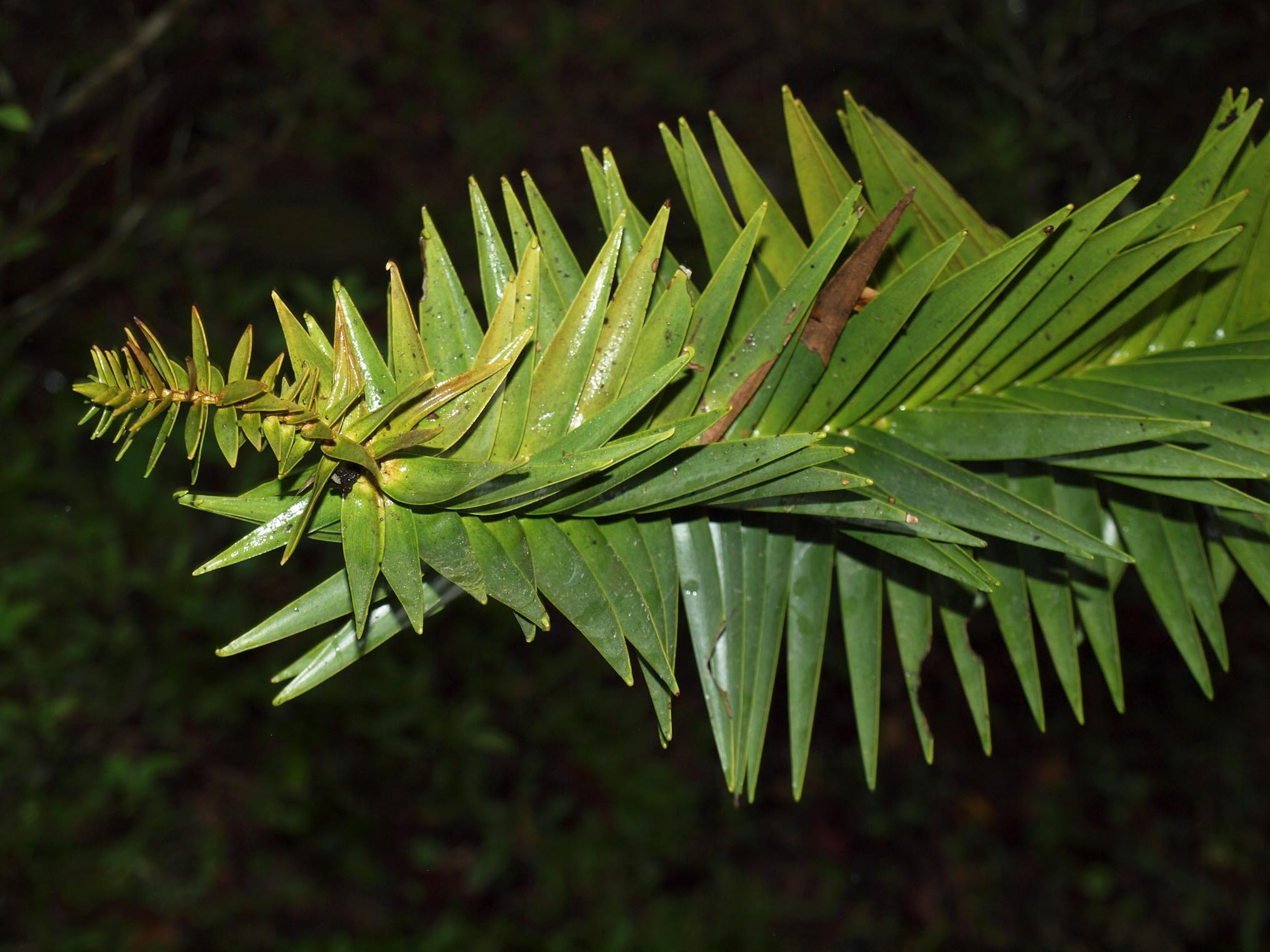
feuillage.
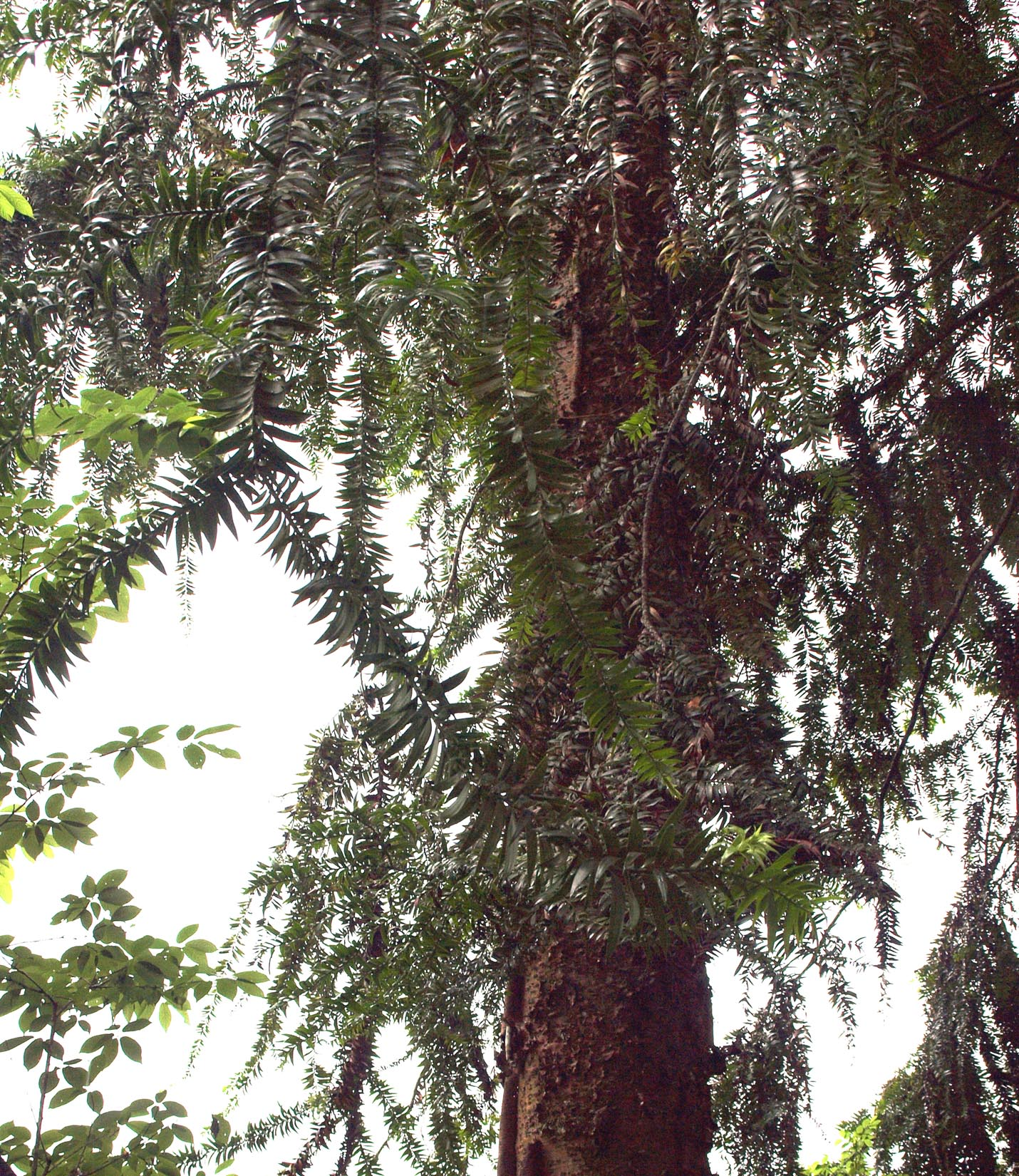
tronc.